# Marie Brémont
Pour les articles homonymes, voir Brémont.
Marie Marthe Augustine Lemaitre Brémont, née Mésange le 25 avril 1886 à Noëllet (Maine-et-Loire) et morte le 6 juin 2001 à Candé (Maine-et-Loire), est une supercentenaire française reconnue comme doyenne de l'humanité de novembre 2000 jusqu'à sa mort. Elle aura donc été la personne ayant sa date de naissance établie de manière certaine qui a été la plus âgée au tournant du siècle et du millénaire ainsi que la première personne âgée de 115 ans à avoir connu trois siècles différents. 
Son record de personne la plus âgée à avoir vécu sur trois siècles, a été depuis dépassé par plusieurs personnes, d'abord en 2004 par María Capovilla. Marie Brémont a été la deuxième Française par sa longévité, après Jeanne Calment qui en détient toujours le record mondial.

## Biographie
Marie Mésange naît le 25 avril 1886 à Noëllet, du mariage de François Mésange, scieur de long et de Lucie Besnier, journalière. 
Elle épouse Constant Lemaitre, cheminot, le 5 septembre 1910 à Versailles. Constant Lemaitre meurt durant la Première Guerre mondiale. Le 16 avril 1936 à Colombes, elle épouse en secondes noces Florentin Brémont, chauffeur de taxi, qui meurt en 1967. 
Au cours de sa vie elle a travaillé dans une usine pharmaceutique et a également exercé les activités de garde d'enfants et de couturière. À l'âge de 103 ans, elle a été heurtée par une voiture et s'est cassé le bras.
Elle meurt à Candé (Maine-et-Loire) dans sa maison de retraite, à l'âge de 115 ans et 42 jours, n'ayant jamais eu d'enfants. Elle est la dernière personne survivante de la génération 1886, à l'âge prouvé.